# Hà Kim Ngọc
Hà Kim Ngọc (sinh năm 1963) là một chính trị gia người Việt Nam. Ông từng là Thứ trưởng Bộ Ngoại giao Việt Nam. Ông công tác trong ngành ngoại giao từ năm 1988 với nhiều vị trí khác nhau và có nhiều kinh nghiệm ngoại giao song phương và đa phương. Vào tháng 03/2018, ông được Chủ tịch nước Việt Nam Trần Đại Quang bổ nhiệm là Đại sứ Đặc mệnh Toàn quyền thứ sáu của nước Cộng hoà Xã hội Chủ nghĩa Việt Nam tại Hợp chúng quốc Hoa Kỳ.

## Sự nghiệp
Ông tốt nghiệp Học viện Ngoại giao Việt Nam năm 1985. Ông học tiếng Nga tại Đại học Kiev, Ukraine từ năm 1986 đến 1987 và tốt nghiệp Thạc sỹ về Quan hệ Quốc tế tại Học viện Ngoại giao Việt Nam năm 2010.
Giai đoạn 1988 đến 1997, ông làm việc trong ngành ngoại giao, là chuyên viên Vụ Châu Mỹ, Bộ Ngoại giao.
Từ năm 1997 đến năm 2000, ông là Phó Tổng Lãnh sự, Tổng Lãnh sự quán Việt Nam tại San Francisco, Hoa Kỳ.
Từ năm 2001 đến năm 2003, ông là Trưởng phòng Bắc Mỹ, Vụ Châu Mỹ, Bộ Ngoại giao.
Từ năm 2002 đến năm 2003, ông là Trợ lý Vụ trưởng, Văn phòng Bộ Ngoại giao và Thư ký Thứ trưởng Bộ Ngoại giao.
Từ năm 2003 đến năm 2004, ông là Phó Vụ trưởng, Văn phòng Bộ Ngoại giao.
Từ năm 2004 đến năm 2007, ông là Tham tán Kinh tế, Đại sứ quán Việt Nam tại Nhật Bản.
Từ năm 2007 đến năm 2008, ông là Phó Vụ trưởng Vụ Châu Mỹ, Bộ Ngoại giao.
Từ năm 2008 đến năm 2011, ông là Vụ trưởng, Thư ký Phó Thủ tướng, Bộ trưởng Bộ Ngoại giao.
Từ năm 2011 đến năm 2013, ông giữ chức Trợ lý Bộ trưởng Bộ Ngoại giao kiêm Vụ trưởng Vụ Châu Mỹ, Bộ Ngoại giao.
Từ tháng 05/2013 đến tháng 07/2018, ông giữ chức Thứ trưởng Bộ Ngoại giao Việt Nam, phụ trách quan hệ của Việt Nam với các quốc gia châu Mỹ, đặc biệt là Hoa Kỳ cũng như Liên Hợp Quốc và các tổ chức quốc tế khác.
Ông bắt đầu nhiệm kỳ công tác trên cương vị Đại sứ Đặc mệnh Toàn quyền của nước Cộng hoà Xã hội chủ nghĩa Việt Nam tại Hợp chúng quốc Hoa Kỳ từ ngày 15/07/2018 và đã trình Quốc thư lên Tổng thống Hợp chúng quốc Hoa Kỳ Donald Trump vào ngày 17/09/2018.
Ngày 8/2/2022, Đại sứ Hà Kim Ngọc đã chính thức kết thúc nhiệm kỳ công tác trên cương vị Đại sứ đặc mệnh toàn quyền nước CHXHCN Việt Nam tại Hoa Kỳ.Vị trí Đại sứ đặc mệnh toàn quyền nước CHXHCN Việt Nam tại Hoa Kỳ đã được thay thế bởi đại sứ Nguyễn Quốc Dũng.
Ngày 12/4/2022, Thủ tướng Phạm Minh Chính ký quyết định bổ nhiệm ông tiếp tục làm Thứ trưởng Bộ Ngoại giao.
Từ ngày 4/11/2024, ông chính thức nghỉ hưu

## Gia đình
Ông kết hôn với bà Nguyễn Thị Phương Liên và có hai người con.